# FK Dinamo Ryga
FK Dinamo Ryga (łot. Futbola Klubs Dinamo Rīga) – łotewski klub piłkarski z siedzibą w mieście Ryga, stolicy kraju.
Obecnie gra w 2. lidze w grupie Ryga.

## Historia
Chronologia nazw:
- 1940: FK Dinamo Rīga
- 1961: klub rozwiązano
- 2005: FK Dinamo Rīga
- 2006: FK Dinamo-Rīnuži Rīga - po fuzji z FC Rīnuži Rīga
- 2007: FK Dinamo-Rīnuži/LASD Rīga
- 2009: FK Dinamo/LFKA Rīga
- 2010: FK Dinamo Rīga
- 1.02.2017: SK Babīte/Dinamo - po fuzji z SK Babīte

Klub piłkarski Dinamo Rīga został założony w mieście Ryga w 1940 roku i reprezentował Łotewskie Ministerstwo Spraw Wewnętrznych. W 1946 startował w rozgrywkach III grupie Mistrzostw ZSRR. Zajął pierwsze miejsce w strefie zachodniej i awansował do II grupy. W 1947 był trzecim w strefie centralnej, a w sezonie 1948 drugim. Ale w następnych latach występował w Mistrzostwach Łotewskiej SRR (ostatnio w 1960). W 1957 startował w rozgrywkach Pucharu ZSRR wśród drużyn amatorskich. Potem został rozwiązany.
W 2005 klub został reaktywowany jako FK Dinamo Rīga. W 2006 po fuzji z FC Rīnuži Rīga zmienił nazwę na Dinamo-Rīnuži Rīga i startował w 2. lidze w grupie Ryga. W 2007 klubu pozyskał sponsora firmę LASD, w wyniku czego do nazwy została dołączona przystawka FK Dinamo-Rīnuži/LASD Rīga. W 2008 fuzja z FC Rīnuži rozpadła się i Dinamo nie grał w 2.lidze. W 2009 z nowym sponsorem ponownie startował w 2.lidze jako FK Dinamo/LFKA Rīga. W latach 2010–2011 klub nie występował w Mistrzostwach Łotwy, dopiero w 2012 znów startował pod nazwą FK Dinamo Rīga w 2.lidze. W lutym 2017 połączył się z beniaminkiem Virslīgi SK Babīte i przyjął nazwę SK Babīte/Dinamo.

## Sukcesy

### Trofea międzynarodowe
Nie uczestniczył w rozgrywkach europejskich (stan na 31-05-2015).

### Trofea krajowe
ZSRR
| \| \| Zdobyte trofea w rozgrywkach Związku Radzieckiego (stan na: 31-03-2017) \| |                                                                         |      |                       |
| Rozgrywki                                                                        | Osiągnięcie                                                             | Razy | Sezon(y)              |
| Mistrzostwo                                                                      | I miejsce                                                               | 0    |                       |
| Mistrzostwo                                                                      | II miejsce                                                              | 0    |                       |
| Mistrzostwo                                                                      | III miejsce                                                             | 0    |                       |
| Puchar                                                                           | zdobywca                                                                | 0    |                       |
| Puchar                                                                           | finalista                                                               | 0    |                       |
| Puchar                                                                           | 1/8 finału                                                              | 1    | 1946                  |
| II liga                                                                          | I miejsce                                                               | 0    |                       |
| II liga                                                                          | II miejsce                                                              | 1    | 1948 (strefa Centrum) |
| II liga                                                                          | III miejsce                                                             | 1    | 1947 (strefa Centrum) |
|                                                                                  | Zdobyte trofea w rozgrywkach Związku Radzieckiego (stan na: 31-03-2017) |      |                       |

- Mistrzostwa Łotewskiej SRR:
  - mistrz: 1945
  - wicemistrz: 1957
  - 3.miejsce: 1953
- Puchar Łotewskiej SRR:
  - zdobywca: 1957
  - finalista: 1953

Łotwa
| \| \| Zdobyte trofea w rozgrywkach Łotwy (stan na: 31-03-2017) \| |                                                          |      |          |
| Rozgrywki                                                         | Osiągnięcie                                              | Razy | Sezon(y) |
| Mistrzostwo                                                       | I miejsce                                                | 0    |          |
| Mistrzostwo                                                       | II miejsce                                               | 0    |          |
| Mistrzostwo                                                       | III miejsce                                              | 0    |          |
| · Puchar                                                          | zdobywca                                                 | 0    |          |
| · Puchar                                                          | finalista                                                | 0    |          |
| · Puchar                                                          | 1/8 finału                                               | 1    | 2007     |
| II liga                                                           | I miejsce                                                | 0    |          |
| II liga                                                           | II miejsce                                               | 0    |          |
| II liga                                                           | III miejsce                                              | 0    |          |
| Łotwa                                                             | Zdobyte trofea w rozgrywkach Łotwy (stan na: 31-03-2017) |      |          |

## Stadion
Klub rozgrywa swoje mecze domowe na stadionie RTU w mieście Ryga, który może pomieścić 1000 widzów.